# 699 هـ
699 هـ هي سنة في التقويم الهجري امتدت مقابلةً في التقويم الميلادي بين سنتي 1299 و1300.

## أحداث
- وقعة وادي الخزندار بين جيش مغول الإلخانات بقيادة غازان وجيش المماليك بقيادة الناصر محمد بن قلاوون. وكانت النتيجة هي انتصار المغول.

## مواليد
- شمس الدين ابن الموصلي

## وفيات
- أبو العباس الإشبيلي
- بوربها
- جمال الدين الشافعي
- مالك بن المرحل السبتي
- زينب بنت عمر بن كندي